# Aleksandra Leónova
Aleksandra Aleksándrovna Leónova  (nacida el 4 de septiembre de 1964 en Piatigorsk, Unión Soviética) es una exjugadora de baloncesto rusa. Consiguió 2 medallas en competiciones oficiales con la URSS.